# Iso Taapalompolo
Iso Taapalompolo eller Taapalompolo är en sjö i Finland. Den ligger i kommunen Kolari i landskapet Lappland, i den norra delen av landet, 800 km norr om huvudstaden Helsingfors. Iso Taapalompolo ligger 187,3 meter över havet. Arean är 16,1 hektar och strandlinjen är 1,98 kilometer lång. Sjön  ingår i Kemi älvs huvudavrinningsområde. 